# Jānis Silarājs
Jānis Silarājs (Riga, URSS, 3 de mayo de 1976) es un deportista letón que compitió en bobsleigh.
Ganó una medalla de oro en el Campeonato Europeo de Bobsleigh de 2003, en la prueba cuádruple. Participó en los Juegos Olímpicos de Salt Lake City 2002, ocupando el séptimo lugar en la misma prueba.

## Palmarés internacional
| Campeonato Europeo | Campeonato Europeo    | Campeonato Europeo | Campeonato Europeo |
| Año                | Lugar                 | Medalla            | Prueba             |
| ------------------ | --------------------- | ------------------ | ------------------ |
| 2003               | Winterberg (Alemania) | Medalla de oro     | Cuádruple          |